# Camille Montagne
Jean Pierre François Camille Montagne  (15 de febrero de 1784 - 5 de diciembre de 1866) fue un botánico, micólogo, algólogo y explorador francés.

## Biografía
Embarcado a sus 14 años como ayudante de timonel, en Toulon, participando de la campaña napoleónica en Egipto y Siria, en la administración marítima como secretario del jefe militar de la marina. En 1802, emprendió estudios médicos y obtiene el diploma de cirujano militar en 1804, siendo luego, en 1815, cirujano en jefe del ejército del rey de Nápoles. Luego de participar de la campaña en España en 1823, se retira del ejército en 1832, con 48 años.
En 1845, fue de los primeros científicos (con Marie-Anne Libert) en describir a Phytophthora infestans, un fungi referido como Botrytis infestans.
Fue un pionero de la micología de la Guayana Francesa, donde se encontró con numerosas recolecciones de Charles Eugène Leprieur (1815-1892), gran precursor de la micología francesa.
Oficial de la Legión de Honor, fue elegido miembro de la Academia de Ciencias en 1853.

## Algunas publicaciones

### Libros
- charles hector Jacquinot, jacques bernard Hombron, jean françois camille Montagne, joseph Decaisne. 1842. Voyage au Pôle Sud et dans l'Océanie sur les corvettes "L'Astrolabe" et "La Zélée", exécuté ... pendant les années 1837-1840 sous le commandement de J. Dumont-d'Urville. Volumen 3. Editor Gide, x + 459 pp. en línea

- c. Montagne. 1834—1840. Voyage dans l'Amérique méridionale par M. Alcide d'Orbigny Botanique Sertum patagonicum et Florula boliviensis. 19 + 119 pp.

- ---------------. 1842. Plantes cellulaires. En Ramón de la Sagra, M. Histoire physique, politique et naturelle de l'ile de Cuba. 549 pp.

- ---------------. 1850—1855. Cryptogamia guyanensis. 202 pp.

- ---------------. 1856. Sylloge generum specierumque cryptogamarum. 498 pp.

- ---------------. 1970. Centurie i-ix de plantes cellulaires nouvelles tant indigènes qui'exotiques. 670 pp. ISBN 90-6105-021-9

## Honores

### Epónimos
Géneros
- (Xilariaceae) Camillea Fr. 1848
- (Agaricaceae) Montagnea Fr. 1835
- (Dothideomycetes) Montagnella Speg. 1881
- Montagnellina Höhn., 1912 (Guignardia Viala & Ravaz, 1892)
- Montagnites Fr. 1838 (Montagnea Fr. 1835)
- Montagnula Berl., 1896

Especies de fungi
- Apiospora montagnei Sacc., 1875, nom. nov.
- Cyathus montagnei Tul. & C.Tul., 1844
- Graphis montagnei Bosch, 1856  (Thecaria montagnei (Bosch) Staiger, 2002 )
- Marasmius montagneanus Singer, 1976
- Parmelia montagnei Fr., 1831  (Protoparmelia montagnei (Fr.) Sancho & A.Crespo, 1987 )
- Polyporus montagnei Fr., 1836  (Coltricia montagnei (Fr.) Murrill, 1920 )
- Trogia montagnei Fr., 1836